# 1932 en littérature
| Années de la littérature : 1929 - 1930 - 1931 - 1932 - 1933 - 1934 - 1935    |
| Décennies de la littérature : 1900 - 1910 - 1920 - 1930 - 1940 - 1950 - 1960 |

Cet article présente les faits marquants de l'année 1932 en littérature.

## Évènements
- Le deuxième roman d'Irmgard Keun, La fille de soie artificielle (Das kunstseidene Mädchen), remporte en Allemagne un succès retentissant.

## Presse
- 6 octobre : Esprit, revue philosophique d’Emmanuel Mounier.

## Parutions

### Essais
- Henri Bergson : Les Deux Sources de la morale et de la religion, Mars.
- Karl Jaspers (philosophe existentialiste), Philosophie.
- Erwin Panofsky, La perspective comme forme symbolique (trad. française)
- Marguerite Yourcenar, Pindare.
- Georges Mauco, Les étrangers en France. Leur rôle dans l'activité économique, Paris : A. Colin
- Première publication à titre posthume de L'Idéologie allemande, œuvre de Karl Marx et Friedrich Engels.

### Histoire
- Abel Combarieu, Sept ans à l'Elysée avec le Président Loubet, éd. Hachette
- Benedetto Croce, Storia d’Europa nel secolo XIX.
- Henri Hubert, Les Celtes et l'expansion celtique jusqu'à l'époque de La Tène.
- Henri Hubert, Les Celtes depuis l'époque de La Tène et la civilisation celtique.

- Kepelino (hawaïen-américain), Traditions hawaïennes de Kepelino (Kepelino's Traditions of Hawaii).

### Poésie
- James Agee : Laissez-moi voyager.
- André Breton : Les Vases communicants, décembre.

### Romans

#### Auteurs francophones
- Marcel Aymé : Le Puits aux images, recueil de onze nouvelles publié en avril
- Louis-Ferdinand Céline : Voyage au bout de la nuit, éd. Denoël, octobre. Prix Renaudot.
- Roland Dorgelès : Le Château des brouillards, éd. Albin Michel.
- Georges Duhamel, Tel qu'en lui-même..., cinquième et dernier volume du cycle Vie et aventures de Salavin.
- François Mauriac : Le Nœud de vipères, janvier.
- André Maurois : Le Cercle de famille.
- Jules Romains : Le Six octobre, avril, (premier tome du cycle en 27 volumes Les Hommes de bonne volonté 1932-1946).
- Georges Simenon (belge) : L'Affaire Saint-Fiacre.

#### Auteurs traduits
- Erskine Caldwell (américain) : La Route au tabac.
- Hans Fallada (allemand) : (Et puis après ?) (Kleiner Mann, was nun ?.
- William Faulkner (américain) : Lumière d'août.
- Irmgard Keun (allemande) : La fille de soie artificielle (Das kunstseidene Mädchen).
- Ernest Miller Hemingway (américain) : Mort dans l'après-midi, 23 septembre.
- Hermann Hesse (allemand) : Le Voyage en Orient (Die Morgenlandfahrt).
- Aldous Huxley (anglais) : Le Meilleur des mondes (Brave New World).
- Boris Pasternak (russe) : Autobiographie.

### Théâtre
- Antonin Artaud : Manifeste du théâtre dans la cruauté, 1er octobre.
- Pär Lagerkvist : Le Roi, pièce expressionniste.
- Luigi Pirandello : Se trouver, pièce écrite pour la comédienne Marta Abba.

## Récompenses et Prix littéraires
- 10 octobre : Prix Nobel de littérature: John Galsworthy
- Prix Goncourt : Les Loups de Guy Mazeline
- Prix Femina : Le Pari de Ramon Fernandez
- Prix Renaudot : Voyage au bout de la nuit de Louis-Ferdinand Céline
- Grand prix du roman de l'Académie française : Claire de Jacques Chardonne
- Prix Interallié : La Maison des bories de Simonne Ratel
- Prix Pulitzer du roman: Pearl S. Buck : La Terre chinoise

## Principales naissances
- 7 janvier : Max Gallo, historien, romancier et essayiste français († 18 juillet 2017).
- 16 janvier : Keiko Ai, écrivaine japonaise.
- 19 janvier : François Maspero, écrivain et éditeur français († 12 avril 2015).
- 4 février : Robert Coover, écrivain américain († 5 octobre 2024).
- 11 juin : Athol Fugard, dramaturge, romancier sud-africain († 8 mars 2025).
- 17 août : V. S. Naipaul, romancier britannique († 11 août 2018).
- 25 août : Gérard Lebovici, éditeur français, († 5 mars 1984).
- 15 septembre : Lily Leignel Rosenberg, écrivaine française et rescapée des camps de concentration.
- 27 septembre : Friedrich Neznansky, écrivain, auteur de littérature policière, († 13 février 2013).
- 28 septembre : Michael Coney, écrivain britannique de science-fiction, († 4 novembre 2005).
- 23 octobre : Vassili Belov, écrivain, poète et dramaturge soviétique, († 4 décembre 2012).
- 27 octobre : Sylvia Plath, poète américaine, († 11 février 1963).
- 7 novembre : Vladimir Volkoff, écrivain français, († 14 septembre 2005).
- 8 novembre : Ben Bova, écrivain américain de science-fiction, († 29 novembre 2020).
- 5 décembre : Fazu Alieva, poétesse et écrivaine de langue avar, († 1er janvier 2016).

## Principaux décès
- 21 janvier : Giles Lytton Strachey, critique et biographe britannique (° 1880).
- 27 avril : Harold Hart Crane, poète américain (° 1899).
- 16 mai : Albert Londres, journaliste français (° 1884).